# Gerhard Wagner (presbitero)
Gerhard Maria Wagner (Wartberg ob der Aist, 17 luglio 1954) è un presbitero austriaco.

## Biografia
È stato ordinato sacerdote del clero di Linz il 10 ottobre 1978 dal cardinale László Lékai, allora arcivescovo di Strigonio. Ha ricevuto il dottorato di ricerca in teologia dalla Pontificia Università Gregoriana di Roma. Dal 1988 è parroco di Windischgarsten, in Austria.
Il 31 gennaio 2009 papa Benedetto XVI lo ha nominato vescovo ausiliare di Linz, assegnandogli il titolo di Zuri; la consacrazione episcopale era stata fissata per il 22 marzo 2009, ma il 2 marzo 2009 lo stesso papa lo ha dispensato dall'accettare l'ufficio di vescovo ausiliare di Linz a seguito delle polemiche suscitate dalle sue posizioni controverse.

## Critiche e aspetti controversi
Il prelato è noto per le sue dichiarazioni circa le calamità naturali, in cui tende a vedere un castigo divino per i peccati degli uomini, secondo un'interpretazione non comune nel pensiero cattolico contemporaneo.
Nel 2001 ha definito la saga di Harry Potter "puro satanismo" scrivendo che nel libro sono "mobilitate forze magiche e non il buon Dio". Ha dichiarato che lo tsunami che ha colpito il sud-est asiatico il 26 dicembre 2004 era una punizione divina per i "ricchi turisti occidentali" che erano "scappati in Thailandia" durante le festività natalizie. Ha affermato inoltre che l'uragano Katrina, che nel 2005 ha causato la morte di più di 1800 persone nella città di New Orleans, fosse stato una "punizione divina" per la tolleranza della città verso gli omosessuali e la promiscuità sessuale, notando che l'uragano aveva distrutto non solo locali notturni e bordelli, ma anche le cliniche abortiste.
La nomina di Wagner, il cui nome non era nella terna di nomi proposta dal vescovo di Linz, ha suscitato malcontento nella comunità cattolica austriaca e preoccupazione tra gli stessi prelati, tanto da indurre il cardinale Christoph Schönborn, arcivescovo di Vienna e presidente della locale conferenza episcopale, alla convocazione di una riunione per discutere il caso.
Il 15 febbraio 2009 è lo stesso vescovo eletto a diffondere un comunicato nel quale annuncia di aver chiesto e ottenuto la revoca della nomina episcopale.